# Copa Sudamericana 2024
La Copa Sudamericana 2024, denominada oficialmente Copa Conmebol Sudamericana 2024, fue la vigésima tercera edición del torneo organizado por la Conmebol, en la que participaron equipos de los diez países afiliados a la confederación: Argentina, Bolivia, Brasil, Chile, Colombia, Ecuador, Paraguay, Perú, Uruguay y Venezuela.
El campeón fue Racing Club de Argentina, tras derrotar en la final al Cruzeiro de Brasil por 3-1, obteniendo así su primer título en la competición y cortando una racha de 36 años sin ganar copas internacionales. De este modo, además de obtener el cupo a la fase de grupos de la Copa Libertadores 2025, disputará la Recopa Sudamericana 2025 contra Botafogo, campeón de la Copa Libertadores 2024.
Con esta conquista, Racing Club se convirtió en el primer equipo no brasileño que venció a tres equipos de Brasil en cuartos (Paranaense), semifinal (Corinthians) y final (Cruzeiro), y también en el equipo que más goles marcó en una misma edición en la historia de la Copa Sudamericana (36).
La final se disputó en el estadio General Pablo Rojas, más conocido como «La Nueva Olla», en Asunción, Paraguay, el 23 de noviembre de 2024, siendo esta la segunda ocasión en la que ese estadio albergó una final única de este torneo.

## Formato
Fue el de la edición anterior con un partido único en la fase nacional y con una fase previa a los octavos de final, donde los transferidos de la fase de grupos de la Copa Libertadores jugaron contra los segundos de la fase de grupos. Los participantes se distribuyeron de la siguiente manera:
- En la primera fase, los equipos de todas las federaciones, excepto Argentina y Brasil, jugaron contra un equipo de su mismo país en llaves a partido único con la localía determinada para el primer equipo del cruce que salga sorteado. Los ganadores clasificaron a la fase de grupos, asegurando que al menos dos equipos de cada federación participaran en esta instancia.
- Se incluyeron en la fase de grupos los equipos de Argentina y Brasil, así como los cuatro equipos eliminados en la tercera fase clasificatoria de la Copa Libertadores 2024. Los ganadores de cada grupo se clasificaron a los octavos de final.
- Los ocho equipos clasificados segundos en la fase de grupos y los ocho terceros de la fase de grupos de la Copa Libertadores 2024, disputaron la eliminatoria de octavos, en partidos de ida y vuelta.[6]
- Los ocho ganadores de la eliminatoria de octavos clasificaron a la fase eliminatoria, donde enfrentaron a los ocho ganadores de la fase de grupos.[6]

|                                      |                                      | Equipos que entran en esta fase                                                       | Equipos que provienen de la fase anterior                                                          | Equipos transferidos de la Copa Libertadores                   |
| ------------------------------------ | ------------------------------------ | ------------------------------------------------------------------------------------- | -------------------------------------------------------------------------------------------------- | -------------------------------------------------------------- |
| Primera fase (32 equipos)            | Primera fase (32 equipos)            | - 4 equipos de Bolivia, Chile, Colombia, Ecuador, Paraguay, Perú, Uruguay y Venezuela | |                                                                |
| Fase de grupos (32 equipos)          | Fase de grupos (32 equipos)          | - 6 equipos de Argentina y 6 equipos de Brasil                                        | - 16 equipos clasificados de la primera fase                                                       | - 4 equipos perdedores de la fase 3                            |
| Eliminatoria de octavos (16 equipos) | Eliminatoria de octavos (16 equipos) |                                                                                       | - 8 equipos clasificados segundos de la fase de grupos                                             | - 8 equipos que ocuparon el tercer puesto en la fase de grupos |
| Fase eliminatoria (16 equipos)       | Fase eliminatoria (16 equipos)       |                                                                                       | - 8 equipos clasificados primeros de la fase de grupos - 8 ganadores de la eliminatoria de octavos |                                                                |

### Distribución de cupos
| País                                      | Cupos | Octavos de final | Eliminatoria de octavos | Fase de grupos | Primera fase |
| ----------------------------------------- | ----- | ---------------- | ----------------------- | -------------- | ------------ |
| Bolivia                                   | 4     | Indefinido       | Indefinido              | 2 ←            | ← 4          |
| Chile                                     | 4     | Indefinido       | Indefinido              | 2 ←            | ← 4          |
| Colombia                                  | 4     | Indefinido       | Indefinido              | 2 ←            | ← 4          |
| Ecuador                                   | 4     | Indefinido       | Indefinido              | 2 ←            | ← 4          |
| Paraguay                                  | 4     | Indefinido       | Indefinido              | 2 ←            | ← 4          |
| Perú                                      | 4     | Indefinido       | Indefinido              | 2 ←            | ← 4          |
| Uruguay                                   | 4     | Indefinido       | Indefinido              | 2 ←            | ← 4          |
| Venezuela                                 | 4     | Indefinido       | Indefinido              | 2 ←            | ← 4          |
| Argentina                                 | 6     | Indefinido       | Indefinido              | 6              | Inexistente  |
| Brasil                                    | 6     | Indefinido       | Indefinido              | 6              | Inexistente  |
| Transferidos de la Copa Libertadores 2024 | 12    | Indefinido       | 8                       | 4              | Inexistente  |
| Fase de grupos                            | —     | 8                | 8                       | —              | Inexistente  |
| Fase anterior                             | —     | 8                | —                       | 16             | Inexistente  |
| Total                                     | 56    | 16               | 16                      | 32             | 32           |

### Calendario
El calendario de partidos fue anunciado el 30 de noviembre de 2023.
| Fase           | Ronda                   | Fecha de sorteo         | Ida                 | Vuelta              |
| -------------- | ----------------------- | ----------------------- | ------------------- | ------------------- |
| Clasificatoria | Fase 1                  | 19 de diciembre de 2023 | 5–7 de marzo        | 5–7 de marzo        |
| Grupos         | Fecha 1                 | 18 de marzo             | 2–4 de abril        | 2–4 de abril        |
| Grupos         | Fecha 2                 | 18 de marzo             | 9–11 de abril       | 9–11 de abril       |
| Grupos         | Fecha 3                 | 18 de marzo             | 23–25 de abril      | 23–25 de abril      |
| Grupos         | Fecha 4                 | 18 de marzo             | 7–9 de mayo         | 7–9 de mayo         |
| Grupos         | Fecha 5                 | 18 de marzo             | 14–16 de mayo       | 14–16 de mayo       |
| Grupos         | Fecha 6                 | 18 de marzo             | 28–30 de mayo       | 28–30 de mayo       |
| Eliminatoria   | Eliminatoria de octavos | No hay sorteo           | 16–18 de julio      | 23–25 de julio      |
| Eliminatoria   | Octavos de final        | 3 de junio              | 13–15 de agosto     | 20–22 de agosto     |
| Eliminatoria   | Cuartos de final        | 3 de junio              | 17–19 de septiembre | 24–26 de septiembre |
| Eliminatoria   | Semifinales             | 3 de junio              | 22–24 de octubre    | 29–31 de octubre    |
| Eliminatoria   | Final                   | 3 de junio              | 23 de noviembre     | 23 de noviembre     |

## Sede de la final
El 10 de abril de 2024, la ciudad de Asunción fue designada como sede de la final, con estadio a ser confirmado, siendo esta la segunda ocasión que dicha ciudad alberga una final única de este torneo.
El 7 de octubre de 2024, la Conmebol anunció que la final se jugaría en el Estadio General Pablo Rojas, siendo la segunda vez que dicho recinto alberga una final única de este torneo.
| Paraguay                     |                     |
| Ciudad                       | Estadio             |
| Asunción                     | General Pablo Rojas |
|                              |                     |
| 45 000 espectadores          |                     |
| Final Copa Sudamericana 2024 |                     |

## Participantes
| País              | Equipo                                                                        | Vía de clasificación |
| ----------------- | ----------------------------------------------------------------------------- | --- |
| Argentina 6 cupos | Boca Juniors Racing Club Defensa y Justicia Lanús Belgrano Argentinos Juniors | 4.º ubicado de la tabla general de la temporada 2023 5.º ubicado de la tabla general de la temporada 2023 6.º ubicado de la tabla general de la temporada 2023 7.º ubicado de la tabla general de la temporada 2023 8.º ubicado de la tabla general de la temporada 2023 9.º ubicado de la tabla general de la temporada 2023 |
| Bolivia 4 cupos   | Jorge Wilstermann Nacional Potosí Real Tomayapo Universitario de Vinto        | Subcampeón de la Copa de la División Profesional 2023 4.º ubicado de la tabla acumulada de la Primera División de Bolivia 2023 5.º ubicado de la tabla acumulada de la Primera División de Bolivia 2023 6.º ubicado de la tabla acumulada de la Primera División de Bolivia 2023                                              |
| Brasil 6 cupos    | Athletico Paranaense Internacional Fortaleza Cuiabá Corinthians Cruzeiro      | 8.º puesto del Campeonato Brasileño Serie A 2023 9.º puesto del Campeonato Brasileño Serie A 2023 10.º puesto del Campeonato Brasileño Serie A 2023 12.º puesto del Campeonato Brasileño Serie A 2023 13.º puesto del Campeonato Brasileño Serie A 2023 14.º puesto del Campeonato Brasileño Serie A 2023                     |
| Chile 4 cupos     | Coquimbo Unido Everton Universidad Católica Unión La Calera                   | 5.º puesto de la Primera División de Chile 2023 6.º puesto de la Primera División de Chile 2023 7.º puesto de la Primera División de Chile 2023 8.º puesto de la Primera División de Chile 2023 |
| Colombia 4 cupos  | Independiente Medellín América de Cali Deportes Tolima Alianza                | 2.º ubicado de la tabla de reclasificación de la Categoría Primera A 2023 3.er ubicado de la tabla de reclasificación de la Categoría Primera A 2023 4.º ubicado de la tabla de reclasificación de la Categoría Primera A 2023 5.º ubicado de la tabla de reclasificación de la Categoría Primera A 2023                      |
| Ecuador 4 cupos   | Delfín Universidad Católica Técnico Universitario Deportivo Cuenca            | 4.º ubicado de la tabla acumulada de la Serie A de Ecuador 2023 5.º ubicado de la tabla acumulada de la Serie A de Ecuador 2023 6.º ubicado de la tabla acumulada de la Serie A de Ecuador 2023 7.º ubicado de la tabla acumulada de la Serie A de Ecuador 2023                                                               |
| Paraguay 4 cupos  | Guaraní Olimpia Sportivo Ameliano Sportivo Luqueño                            | 5.º puesto de la tabla acumulada de la Primera División de Paraguay 2023 6.º puesto de la tabla acumulada de la Primera División de Paraguay 2023 7.º puesto de la tabla acumulada de la Primera División de Paraguay 2023 8.º puesto de la tabla acumulada de la Primera División de Paraguay 2023                           |
| Perú 4 cupos      | Sport Huancayo ADT Deportivo Garcilaso Universidad César Vallejo              | 5.º puesto de la tabla acumulada de la Liga1 de Perú 2023 6.º puesto de la tabla acumulada de la Liga 1 del Perú 2023 7.º puesto de la tabla acumulada de la Liga 1 del Perú 2023 8.º puesto de la tabla acumulada de la Liga 1 del Perú 2023                                                                                 |
| Uruguay 4 cupos   | Montevideo Wanderers Racing Cerro Largo Danubio                               | 5.º puesto de la tabla anual del Campeonato Uruguayo de Primera División 2023 6.º puesto de la tabla anual del Campeonato Uruguayo de Primera División 2023 7.º puesto de la tabla anual del Campeonato Uruguayo de Primera División 2023 8.º puesto de la tabla anual del Campeonato Uruguayo de Primera División 2023       |
| Venezuela 4 cupos | Carabobo Deportivo La Guaira Metropolitanos Rayo Zuliano                      | 5.º puesto de la Primera División de Venezuela 2023 6.º puesto de la Primera División de Venezuela 2023 7.º puesto de la Primera División de Venezuela 2023 8.º puesto de la Primera División de Venezuela 2023 |

### Equipos transferidos desde la Copa Libertadores 2024
Los cuatro equipos perdedores de la fase 3 de la Copa Libertadores 2024 pasaron a la fase de grupos de este torneo y los ocho que ocuparon el tercer puesto en la fase de grupos del mismo torneo, disputaron las eliminatorias preliminares de octavos de final.
| Fase                                                          | Equipo | Vía de clasificación |
| ------------------------------------------------------------- | --- | --- |
| Fase clasificatoria 4 cupos en la Fase de grupos              | Bragantino Nacional Always Ready Sportivo Trinidense                                                        | Perdedor G1 de la fase 3 de la Copa Libertadores 2024 Perdedor G2 de la fase 3 de la Copa Libertadores 2024 Perdedor G3 de la fase 3 de la Copa Libertadores 2024 Perdedor G4 de la fase 3 de la Copa Libertadores 2024 |
| Fase de grupos 8 cupos en la eliminatoria de octavos de final | Cerro Porteño Barcelona Huachipato Liga de Quito Palestino Independiente del Valle Rosario Central Libertad | 3.er puesto del Grupo A de la Copa Libertadores 2024 3.er puesto del Grupo B de la Copa Libertadores 2024 3.er puesto del Grupo C de la Copa Libertadores 2024 3.er puesto del Grupo D de la Copa Libertadores 2024 3.er puesto del Grupo E de la Copa Libertadores 2024 3.er puesto del Grupo F de la Copa Libertadores 2024 3.er puesto del Grupo G de la Copa Libertadores 2024 3.er puesto del Grupo H de la Copa Libertadores 2024 |

### Distribución geográfica de los equipos
Distribución geográfica de las sedes de los equipos participantes:

## Sorteo

### Fase preliminar
El sorteo de la fase preliminar se realizó el 19 de diciembre de 2023, a las 12:00 (UTC-3), en la sede de la Conmebol, ubicada en la ciudad de Luque, Paraguay. Ese mismo día, se sortearon los cruces de la fase eliminatoria de la Copa Libertadores 2024. Por cada asociación miembro, hubo un bombo donde fueron ubicados los cuatro equipos pertenecientes a dichas federaciones. En los cruces ejerció la localía en el partido único aquel que fue sorteado en posición impar. El cruce de los dos primeros equipos sorteados en cada bombo recibió la asignación 1 de cada país para la fase de grupos; el otro cruce con los dos equipos restantes recibió la asignación 2.
| Bombo 1                                                                        | Bombo 2                                                                  | Bombo 3                                                                          | Bombo 4                                                                    |
| ------------------------------------------------------------------------------ | ------------------------------------------------------------------------ | -------------------------------------------------------------------------------- | -------------------------------------------------------------------------- |
| - Jorge Wilstermann - Nacional Potosí - Real Tomayapo - Universitario de Vinto | - Coquimbo Unido - Everton - Universidad Católica - Unión La Calera      | - Independiente Medellín - América de Cali - Deportes Tolima - Alianza Petrolera | - Delfín - Universidad Católica - Técnico Universitario - Deportivo Cuenca |
| Bombo 5                                                                        | Bombo 6                                                                  | Bombo 7                                                                          | Bombo 8                                                                    |
| - Guaraní - Olimpia - Sportivo Ameliano - Sportivo Luqueño                     | - Sport Huancayo - ADT - Deportivo Garcilaso - Universidad César Vallejo | - Montevideo Wanderers - Racing - Cerro Largo - Danubio                          | - Carabobo - Deportivo La Guaira - Metropolitanos - Rayo Zuliano           |

### Fase de grupos
El sorteo de la fase de grupos se realizó el 18 de marzo de 2024 a las 20:00 (UTC-3), junto con el sorteo de la fase de grupos de la Copa Libertadores 2024.
Los bombos fueron distribuidos según el ranking Conmebol al 18 de diciembre de 2023. Dos equipos de un mismo país no podían encontrarse en el mismo grupo.
| Bombo 1 | Bombo 2 | Bombo 3 | Bombo 4 |
| --- | --- | --- | --- |
| - Boca Juniors (3) - Athletico Paranaense (6) - Internacional (11) - Racing Club (20) - Corinthians (22) - Defensa y Justicia (29) - Cruzeiro (33) - Lanús (35) | - Fortaleza (39) - Argentinos Juniors (46) - Independiente Medellín (51) - Delfín (78) - Unión La Calera (80) - Danubio (87) - Metropolitanos (91) - Coquimbo Unido (95) | - Universidad Católica (99) - Universidad César Vallejo (118) - Sportivo Luqueño (133) - Cuiabá (142) - Nacional Potosí (167) - Belgrano (195) - Racing (210) - Sportivo Ameliano (236) | - Real Tomayapo (–) - Alianza (–) - Deportivo Garcilaso (–) - Rayo Zuliano (–) - Bragantino (41) - Nacional (84) - Always Ready (74) - Sportivo Trinidense (–) |

## Fase preliminar
Se constituyó como primera fase y se disputó por eliminación directa a partido único, entre equipos de la misma federación.
| Llave       | Fecha      | Equipo local              | Resultado    | Equipo visitante       |
| ----------- | ---------- | ------------------------- | ------------ | ---------------------- |
| Bolivia 1   | 6 de marzo | Universitario de Vinto    | 0:2          | Nacional Potosí        |
| Bolivia 2   | 5 de marzo | Real Tomayapo             | 0:0 (4:3 p.) | Jorge Wilstermann      |
| Chile 1     | 6 de marzo | Everton                   | 0:1          | Unión La Calera        |
| Chile 2     | 5 de marzo | Universidad Católica      | 0:2          | Coquimbo Unido         |
| Colombia 1  | 5 de marzo | Deportes Tolima           | 0:0 (2:4 p.) | Independiente Medellín |
| Colombia 2  | 6 de marzo | Alianza                   | 2:1          | América de Cali        |
| Ecuador 1   | 6 de marzo | Deportivo Cuenca          | 2:5          | Delfín                 |
| Ecuador 2   | 7 de marzo | Técnico Universitario     | 0:3          | Universidad Católica   |
| Paraguay 1  | 6 de marzo | Guaraní                   | 0:1          | Sportivo Luqueño       |
| Paraguay 2  | 7 de marzo | Sportivo Ameliano         | 2:0          | Olimpia                |
| Perú 1      | 5 de marzo | Deportivo Garcilaso       | 0:0 (4:3 p.) | ADT                    |
| Perú 2      | 7 de marzo | Universidad César Vallejo | 2:0          | Sport Huancayo         |
| Uruguay 1   | 6 de marzo | Montevideo Wanderers      | 0:1          | Danubio                |
| Uruguay 2   | 7 de marzo | Racing                    | 2:0          | Cerro Largo            |
| Venezuela 1 | 5 de marzo | Carabobo                  | 1:1 (4:5 p.) | Metropolitanos         |
| Venezuela 2 | 7 de marzo | Rayo Zuliano              | 0:0 (4:2 p.) | Deportivo La Guaira    |

## Fase de grupos
Los participantes se distribuyeron en ocho grupos de cuatro equipos cada uno. Los cuatro perdedores de la fase 3 de la Copa Libertadores 2024 ingresaron en esta fase. Los primeros de cada grupo pasaron a los octavos de final, los segundos avanzaron a la eliminatoria de octavos de final. Los criterios de clasificación fueron los siguientes:
1. Puntos obtenidos.
2. Diferencia de goles.
3. Mayor cantidad de goles marcados.
4. Mayor cantidad de goles marcados como visitante.
5. Ubicación en el ranking Conmebol.

|  | Equipos clasificados a los octavos de final.                |
|  | Equipos clasificados a la eliminatoria de octavos de final. |

### Grupo A
| Equipo                    | Pts. | PJ | PG | PE | PP | GF | GC | DG |
| ------------------------- | ---- | -- | -- | -- | -- | -- | -- | -- |
| Independiente Medellín    | 13   | 6  | 4  | 1  | 1  | 16 | 7  | 9  |
| Always Ready              | 11   | 6  | 3  | 2  | 1  | 10 | 7  | 3  |
| Defensa y Justicia        | 5    | 6  | 1  | 2  | 3  | 4  | 8  | −4 |
| Universidad César Vallejo | 4    | 6  | 1  | 1  | 4  | 6  | 14 | −8 |

| \| Fecha \| Lugar \| Local \| Resultado \| Visitante \| \| ----------- \| ---------------- \| ------------------------- \| --------- \| ------------------------- \| \| 2 de abril \| Trujillo \| Universidad César Vallejo \| 0:1 \| Defensa y Justicia \| \| 4 de abril \| El Alto \| Always Ready \| 2:0 \| Independiente Medellín \| \| 10 de abril \| Gobernador Costa \| Defensa y Justicia \| 1:1 \| Always Ready \| \| 10 de abril \| Medellín \| Independiente Medellín \| 4:2 \| Universidad César Vallejo \| \| 25 de abril \| El Alto \| Always Ready \| 2:0 \| Universidad César Vallejo \| \| 25 de abril \| Medellín \| Independiente Medellín \| 2:1 \| Defensa y Justicia \| \| 7 de mayo \| Trujillo \| Universidad César Vallejo \| 1:5 \| Independiente Medellín \| \| 7 de mayo \| El Alto \| Always Ready \| 3:0 \| Defensa y Justicia \| \| 14 de mayo \| Gobernador Costa \| Defensa y Justicia \| 1:1 \| Independiente Medellín \| \| 15 de mayo \| Trujillo \| Universidad César Vallejo \| 2:2 \| Always Ready \| \| 29 de mayo \| Gobernador Costa \| Defensa y Justicia \| 0:1 \| Universidad César Vallejo \| \| 29 de mayo \| Medellín \| Independiente Medellín \| 4:0 \| Always Ready \| |                  |                           |           |                           |
| Fecha | Lugar            | Local                     | Resultado | Visitante                 |
| 2 de abril | Trujillo         | Universidad César Vallejo | 0:1       | Defensa y Justicia        |
| 4 de abril | El Alto          | Always Ready              | 2:0       | Independiente Medellín    |
| 10 de abril | Gobernador Costa | Defensa y Justicia        | 1:1       | Always Ready              |
| 10 de abril | Medellín         | Independiente Medellín    | 4:2       | Universidad César Vallejo |
| 25 de abril | El Alto          | Always Ready              | 2:0       | Universidad César Vallejo |
| 25 de abril | Medellín         | Independiente Medellín    | 2:1       | Defensa y Justicia        |
| 7 de mayo | Trujillo         | Universidad César Vallejo | 1:5       | Independiente Medellín    |
| 7 de mayo | El Alto          | Always Ready              | 3:0       | Defensa y Justicia        |
| 14 de mayo | Gobernador Costa | Defensa y Justicia        | 1:1       | Independiente Medellín    |
| 15 de mayo | Trujillo         | Universidad César Vallejo | 2:2       | Always Ready              |
| 29 de mayo | Gobernador Costa | Defensa y Justicia        | 0:1       | Universidad César Vallejo |
| 29 de mayo | Medellín         | Independiente Medellín    | 4:0       | Always Ready              |

### Grupo B
| Equipo               | Pts. | PJ | PG | PE | PP | GF | GC | DG |
| -------------------- | ---- | -- | -- | -- | -- | -- | -- | -- |
| Cruzeiro             | 12   | 6  | 3  | 3  | 0  | 8  | 3  | 5  |
| Universidad Católica | 11   | 6  | 3  | 2  | 1  | 8  | 2  | 6  |
| Alianza              | 5    | 6  | 1  | 2  | 3  | 5  | 10 | −5 |
| Unión La Calera      | 4    | 6  | 1  | 1  | 4  | 1  | 7  | −6 |

| \| Fecha \| Lugar \| Local \| Resultado \| Visitante \| \| ----------- \| -------------- \| -------------------- \| --------- \| -------------------- \| \| 3 de abril \| Valledupar \| Alianza \| 0:1 \| Unión La Calera \| \| 4 de abril \| Quito \| Universidad Católica \| 0:0 \| Cruzeiro \| \| 10 de abril \| Valparaíso \| Unión La Calera \| 0:1 \| Universidad Católica \| \| 11 de abril \| Belo Horizonte \| Cruzeiro \| 3:3 \| Alianza \| \| 23 de abril \| Concepción \| Unión La Calera \| 0:0 \| Cruzeiro \| \| 23 de abril \| Valledupar \| Alianza \| 1:3 \| Universidad Católica \| \| 7 de mayo \| Valledupar \| Alianza \| 0:3 \| Cruzeiro \| \| 9 de mayo \| Quito \| Universidad Católica \| 4:0 \| Unión La Calera \| \| 16 de mayo \| Belo Horizonte \| Cruzeiro \| 1:0 \| Unión La Calera \| \| 16 de mayo \| Quito \| Universidad Católica \| 0:0 \| Alianza \| \| 30 de mayo \| Belo Horizonte \| Cruzeiro \| 1:0 \| Universidad Católica \| \| 30 de mayo \| Concepción \| Unión La Calera \| 0:1 \| Alianza \| |                |                      |           |                      |
| Fecha | Lugar          | Local                | Resultado | Visitante            |
| 3 de abril | Valledupar     | Alianza              | 0:1       | Unión La Calera      |
| 4 de abril | Quito          | Universidad Católica | 0:0       | Cruzeiro             |
| 10 de abril | Valparaíso     | Unión La Calera      | 0:1       | Universidad Católica |
| 11 de abril | Belo Horizonte | Cruzeiro             | 3:3       | Alianza              |
| 23 de abril | Concepción     | Unión La Calera      | 0:0       | Cruzeiro             |
| 23 de abril | Valledupar     | Alianza              | 1:3       | Universidad Católica |
| 7 de mayo | Valledupar     | Alianza              | 0:3       | Cruzeiro             |
| 9 de mayo | Quito          | Universidad Católica | 4:0       | Unión La Calera      |
| 16 de mayo | Belo Horizonte | Cruzeiro             | 1:0       | Unión La Calera      |
| 16 de mayo | Quito          | Universidad Católica | 0:0       | Alianza              |
| 30 de mayo | Belo Horizonte | Cruzeiro             | 1:0       | Universidad Católica |
| 30 de mayo | Concepción     | Unión La Calera      | 0:1       | Alianza              |

### Grupo C
| Equipo        | Pts. | PJ | PG | PE | PP | GF | GC | DG |
| ------------- | ---- | -- | -- | -- | -- | -- | -- | -- |
| Belgrano      | 12   | 6  | 3  | 3  | 0  | 7  | 3  | 4  |
| Internacional | 11   | 6  | 3  | 2  | 1  | 6  | 3  | 3  |
| Delfín        | 8    | 6  | 2  | 2  | 2  | 9  | 8  | 1  |
| Real Tomayapo | 1    | 6  | 0  | 1  | 5  | 3  | 11 | −8 |

| \| Fecha \| Lugar \| Local \| Resultado \| Visitante \| \| ------------------- \| ----------------------- \| ------------- \| --------- \| ------------- \| \| 2 de abril \| Córdoba \| Belgrano \| 0:0 \| Internacional \| \| 4 de abril \| Tarija \| Real Tomayapo \| 0:2 \| Delfín \| \| 10 de abril \| Porto Alegre \| Internacional \| 0:0 \| Real Tomayapo \| \| 11 de abril \| Manta \| Delfín \| 1:1 \| Belgrano \| \| 24 de abril \| Santa Cruz de la Sierra \| Real Tomayapo \| 0:2 \| Belgrano \| \| 25 de abril \| Manta \| Delfín \| 1:2 \| Internacional \| \| 9 de mayo \| Córdoba \| Belgrano \| 1:1 \| Delfín \| \| 15 de mayo \| Córdoba \| Belgrano \| 1:0 \| Real Tomayapo \| \| 28 de mayo \| Barueri \| Internacional \| 1:2 \| Belgrano \| \| 28 de mayo \| Manta \| Delfín \| 4:3 \| Real Tomayapo \| \| 4 de junio[nota. 2] \| Tarija \| Real Tomayapo \| 0:2 \| Internacional \| \| 8 de junio[nota. 2] \| Caxias do Sul \| Internacional \| 1:0 \| Delfín \| |                         |               |           |               |
| Fecha | Lugar                   | Local         | Resultado | Visitante     |
| 2 de abril | Córdoba                 | Belgrano      | 0:0       | Internacional |
| 4 de abril | Tarija                  | Real Tomayapo | 0:2       | Delfín        |
| 10 de abril | Porto Alegre            | Internacional | 0:0       | Real Tomayapo |
| 11 de abril | Manta                   | Delfín        | 1:1       | Belgrano      |
| 24 de abril | Santa Cruz de la Sierra | Real Tomayapo | 0:2       | Belgrano      |
| 25 de abril | Manta                   | Delfín        | 1:2       | Internacional |
| 9 de mayo | Córdoba                 | Belgrano      | 1:1       | Delfín        |
| 15 de mayo | Córdoba                 | Belgrano      | 1:0       | Real Tomayapo |
| 28 de mayo | Barueri                 | Internacional | 1:2       | Belgrano      |
| 28 de mayo | Manta                   | Delfín        | 4:3       | Real Tomayapo |
| 4 de junio | Tarija                  | Real Tomayapo | 0:2       | Internacional |
| 8 de junio | Caxias do Sul           | Internacional | 1:0       | Delfín        |

### Grupo D
| Equipo              | Pts. | PJ | PG | PE | PP | GF | GC | DG |
| ------------------- | ---- | -- | -- | -- | -- | -- | -- | -- |
| Fortaleza           | 13   | 6  | 4  | 1  | 1  | 15 | 8  | 7  |
| Boca Juniors        | 11   | 6  | 3  | 2  | 1  | 10 | 6  | 4  |
| Nacional Potosí     | 7    | 6  | 2  | 1  | 3  | 6  | 13 | −7 |
| Sportivo Trinidense | 3    | 6  | 1  | 0  | 5  | 5  | 9  | −4 |

| \| Fecha \| Lugar \| Local \| Resultado \| Visitante \| \| ----------- \| ------------ \| ------------------- \| --------- \| ------------------- \| \| 3 de abril \| Asunción \| Sportivo Trinidense \| 0:2 \| Fortaleza \| \| 3 de abril \| Potosí \| Nacional Potosí \| 0:0 \| Boca Juniors \| \| 9 de abril \| Buenos Aires \| Boca Juniors \| 1:0 \| Sportivo Trinidense \| \| 10 de abril \| Fortaleza \| Fortaleza \| 5:0 \| Nacional Potosí \| \| 23 de abril \| Asunción \| Sportivo Trinidense \| 2:0 \| Nacional Potosí \| \| 25 de abril \| Fortaleza \| Fortaleza \| 4:2 \| Boca Juniors \| \| 8 de mayo \| Potosí \| Nacional Potosí \| 4:1 \| Fortaleza \| \| 8 de mayo \| Asunción \| Sportivo Trinidense \| 1:2 \| Boca Juniors \| \| 14 de mayo \| Potosí \| Nacional Potosí \| 2:1 \| Sportivo Trinidense \| \| 15 de mayo \| Buenos Aires \| Boca Juniors \| 1:1 \| Fortaleza \| \| 29 de mayo \| Buenos Aires \| Boca Juniors \| 4:0 \| Nacional Potosí \| \| 29 de mayo \| Fortaleza \| Fortaleza \| 2:1 \| Sportivo Trinidense \| |              |                     |           |                     |
| Fecha | Lugar        | Local               | Resultado | Visitante           |
| 3 de abril | Asunción     | Sportivo Trinidense | 0:2       | Fortaleza           |
| 3 de abril | Potosí       | Nacional Potosí     | 0:0       | Boca Juniors        |
| 9 de abril | Buenos Aires | Boca Juniors        | 1:0       | Sportivo Trinidense |
| 10 de abril | Fortaleza    | Fortaleza           | 5:0       | Nacional Potosí     |
| 23 de abril | Asunción     | Sportivo Trinidense | 2:0       | Nacional Potosí     |
| 25 de abril | Fortaleza    | Fortaleza           | 4:2       | Boca Juniors        |
| 8 de mayo | Potosí       | Nacional Potosí     | 4:1       | Fortaleza           |
| 8 de mayo | Asunción     | Sportivo Trinidense | 1:2       | Boca Juniors        |
| 14 de mayo | Potosí       | Nacional Potosí     | 2:1       | Sportivo Trinidense |
| 15 de mayo | Buenos Aires | Boca Juniors        | 1:1       | Fortaleza           |
| 29 de mayo | Buenos Aires | Boca Juniors        | 4:0       | Nacional Potosí     |
| 29 de mayo | Fortaleza    | Fortaleza           | 2:1       | Sportivo Trinidense |

### Grupo E
| Equipo               | Pts. | PJ | PG | PE | PP | GF | GC | DG  |
| -------------------- | ---- | -- | -- | -- | -- | -- | -- | --- |
| Sportivo Ameliano    | 13   | 6  | 4  | 1  | 1  | 9  | 5  | 4   |
| Athletico Paranaense | 12   | 6  | 4  | 0  | 2  | 17 | 5  | 12  |
| Danubio              | 8    | 6  | 2  | 2  | 2  | 5  | 4  | 1   |
| Rayo Zuliano         | 1    | 6  | 0  | 1  | 5  | 1  | 18 | −17 |

| \| Fecha \| Lugar \| Local \| Resultado \| Visitante \| \| ----------- \| ---------- \| -------------------- \| --------- \| -------------------- \| \| 2 de abril \| Asunción \| Sportivo Ameliano \| 1:4 \| Athletico Paranaense \| \| 3 de abril \| Caracas \| Rayo Zuliano \| 0:2 \| Danubio \| \| 9 de abril \| Montevideo \| Danubio \| 0:0 \| Sportivo Ameliano \| \| 9 de abril \| Curitiba \| Athletico Paranaense \| 6:0 \| Rayo Zuliano \| \| 24 de abril \| Montevideo \| Danubio \| 0:1 \| Athletico Paranaense \| \| 24 de abril \| Caracas \| Rayo Zuliano \| 0:4 \| Sportivo Ameliano \| \| 7 de mayo \| Asunción \| Sportivo Ameliano \| 2:1 \| Danubio \| \| 8 de mayo \| Caracas \| Rayo Zuliano \| 1:5 \| Athletico Paranaense \| \| 14 de mayo \| Asunción \| Sportivo Ameliano \| 1:0 \| Rayo Zuliano \| \| 15 de mayo \| Curitiba \| Athletico Paranaense \| 1:2 \| Danubio \| \| 30 de mayo \| Curitiba \| Athletico Paranaense \| 0:1 \| Sportivo Ameliano \| \| 30 de mayo \| Montevideo \| Danubio \| 0:0 \| Rayo Zuliano \| |            |                      |           |                      |
| Fecha | Lugar      | Local                | Resultado | Visitante            |
| 2 de abril | Asunción   | Sportivo Ameliano    | 1:4       | Athletico Paranaense |
| 3 de abril | Caracas    | Rayo Zuliano         | 0:2       | Danubio              |
| 9 de abril | Montevideo | Danubio              | 0:0       | Sportivo Ameliano    |
| 9 de abril | Curitiba   | Athletico Paranaense | 6:0       | Rayo Zuliano         |
| 24 de abril | Montevideo | Danubio              | 0:1       | Athletico Paranaense |
| 24 de abril | Caracas    | Rayo Zuliano         | 0:4       | Sportivo Ameliano    |
| 7 de mayo | Asunción   | Sportivo Ameliano    | 2:1       | Danubio              |
| 8 de mayo | Caracas    | Rayo Zuliano         | 1:5       | Athletico Paranaense |
| 14 de mayo | Asunción   | Sportivo Ameliano    | 1:0       | Rayo Zuliano         |
| 15 de mayo | Curitiba   | Athletico Paranaense | 1:2       | Danubio              |
| 30 de mayo | Curitiba   | Athletico Paranaense | 0:1       | Sportivo Ameliano    |
| 30 de mayo | Montevideo | Danubio              | 0:0       | Rayo Zuliano         |

### Grupo F
| Equipo             | Pts. | PJ | PG | PE | PP | GF | GC | DG |
| ------------------ | ---- | -- | -- | -- | -- | -- | -- | -- |
| Corinthians        | 13   | 6  | 4  | 1  | 1  | 14 | 2  | 12 |
| Racing             | 11   | 6  | 3  | 2  | 1  | 10 | 8  | 2  |
| Argentinos Juniors | 9    | 6  | 3  | 0  | 3  | 7  | 12 | −5 |
| Nacional           | 1    | 6  | 0  | 1  | 5  | 6  | 15 | −9 |

| \| Fecha \| Lugar \| Local \| Resultado \| Visitante \| \| ----------- \| ------------ \| ------------------ \| --------- \| ------------------ \| \| 2 de abril \| Asunción \| Nacional \| 2:3 \| Argentinos Juniors \| \| 2 de abril \| Montevideo \| Racing \| 1:1 \| Corinthians \| \| 9 de abril \| Buenos Aires \| Argentinos Juniors \| 0:3 \| Racing \| \| 9 de abril \| São Paulo \| Corinthians \| 4:0 \| Nacional \| \| 23 de abril \| Buenos Aires \| Argentinos Juniors \| 1:0 \| Corinthians \| \| 25 de abril \| Asunción \| Nacional \| 2:2 \| Racing \| \| 7 de mayo \| Montevideo \| Racing \| 2:1 \| Argentinos Juniors \| \| 7 de mayo \| Asunción \| Nacional \| 0:2 \| Corinthians \| \| 14 de mayo \| Montevideo \| Racing \| 2:1 \| Nacional \| \| 14 de mayo \| São Paulo \| Corinthians \| 4:0 \| Argentinos Juniors \| \| 28 de mayo \| São Paulo \| Corinthians \| 3:0 \| Racing \| \| 28 de mayo \| Buenos Aires \| Argentinos Juniors \| 2:1 \| Nacional \| |              |                    |           |                    |
| Fecha | Lugar        | Local              | Resultado | Visitante          |
| 2 de abril | Asunción     | Nacional           | 2:3       | Argentinos Juniors |
| 2 de abril | Montevideo   | Racing             | 1:1       | Corinthians        |
| 9 de abril | Buenos Aires | Argentinos Juniors | 0:3       | Racing             |
| 9 de abril | São Paulo    | Corinthians        | 4:0       | Nacional           |
| 23 de abril | Buenos Aires | Argentinos Juniors | 1:0       | Corinthians        |
| 25 de abril | Asunción     | Nacional           | 2:2       | Racing             |
| 7 de mayo | Montevideo   | Racing             | 2:1       | Argentinos Juniors |
| 7 de mayo | Asunción     | Nacional           | 0:2       | Corinthians        |
| 14 de mayo | Montevideo   | Racing             | 2:1       | Nacional           |
| 14 de mayo | São Paulo    | Corinthians        | 4:0       | Argentinos Juniors |
| 28 de mayo | São Paulo    | Corinthians        | 3:0       | Racing             |
| 28 de mayo | Buenos Aires | Argentinos Juniors | 2:1       | Nacional           |

### Grupo G
| Equipo              | Pts. | PJ | PG | PE | PP | GF | GC | DG  |
| ------------------- | ---- | -- | -- | -- | -- | -- | -- | --- |
| Lanús               | 13   | 6  | 4  | 1  | 1  | 12 | 3  | 9   |
| Cuiabá              | 12   | 6  | 3  | 3  | 0  | 9  | 3  | 6   |
| Deportivo Garcilaso | 6    | 6  | 1  | 3  | 2  | 7  | 9  | −2  |
| Metropolitanos      | 1    | 6  | 0  | 1  | 5  | 3  | 16 | −13 |

| \| Fecha \| Lugar \| Local \| Resultado \| Visitante \| \| ----------- \| ------- \| ------------------- \| --------- \| ------------------- \| \| 3 de abril \| Cuiabá \| Cuiabá \| 1:1 \| Lanús \| \| 4 de abril \| Cuzco \| Deportivo Garcilaso \| 3:2 \| Metropolitanos \| \| 11 de abril \| Caracas \| Metropolitanos \| 0:2 \| Cuiabá \| \| 11 de abril \| Lanús \| Lanús \| 2:1 \| Deportivo Garcilaso \| \| 23 de abril \| Cuzco \| Deportivo Garcilaso \| 1:1 \| Cuiabá \| \| 25 de abril \| Caracas \| Metropolitanos \| 0:2 \| Lanús \| \| 8 de mayo \| Cuiabá \| Cuiabá \| 3:0 \| Metropolitanos \| \| 9 de mayo \| Cuzco \| Deportivo Garcilaso \| 0:2 \| Lanús \| \| 15 de mayo \| Lanús \| Lanús \| 5:0 \| Metropolitanos \| \| 15 de mayo \| Cuiabá \| Cuiabá \| 1:1 \| Deportivo Garcilaso \| \| 29 de mayo \| Lanús \| Lanús \| 0:1 \| Cuiabá \| \| 29 de mayo \| Caracas \| Metropolitanos \| 1:1 \| Deportivo Garcilaso \| |         |                     |           |                     |
| Fecha | Lugar   | Local               | Resultado | Visitante           |
| 3 de abril | Cuiabá  | Cuiabá              | 1:1       | Lanús               |
| 4 de abril | Cuzco   | Deportivo Garcilaso | 3:2       | Metropolitanos      |
| 11 de abril | Caracas | Metropolitanos      | 0:2       | Cuiabá              |
| 11 de abril | Lanús   | Lanús               | 2:1       | Deportivo Garcilaso |
| 23 de abril | Cuzco   | Deportivo Garcilaso | 1:1       | Cuiabá              |
| 25 de abril | Caracas | Metropolitanos      | 0:2       | Lanús               |
| 8 de mayo | Cuiabá  | Cuiabá              | 3:0       | Metropolitanos      |
| 9 de mayo | Cuzco   | Deportivo Garcilaso | 0:2       | Lanús               |
| 15 de mayo | Lanús   | Lanús               | 5:0       | Metropolitanos      |
| 15 de mayo | Cuiabá  | Cuiabá              | 1:1       | Deportivo Garcilaso |
| 29 de mayo | Lanús   | Lanús               | 0:1       | Cuiabá              |
| 29 de mayo | Caracas | Metropolitanos      | 1:1       | Deportivo Garcilaso |

### Grupo H
| Equipo           | Pts. | PJ | PG | PE | PP | GF | GC | DG |
| ---------------- | ---- | -- | -- | -- | -- | -- | -- | -- |
| Racing Club      | 15   | 6  | 5  | 0  | 1  | 14 | 3  | 11 |
| Bragantino       | 13   | 6  | 4  | 1  | 1  | 9  | 8  | 1  |
| Coquimbo Unido   | 5    | 6  | 1  | 2  | 3  | 3  | 7  | −4 |
| Sportivo Luqueño | 1    | 6  | 0  | 1  | 5  | 3  | 11 | −8 |

| \| Fecha \| Lugar \| Local \| Resultado \| Visitante \| \| ----------- \| ----------------- \| ---------------- \| --------- \| ---------------- \| \| 3 de abril \| Bragança Paulista \| Bragantino \| 1:0 \| Coquimbo Unido \| \| 4 de abril \| Asunción \| Sportivo Luqueño \| 0:2 \| Racing Club \| \| 10 de abril \| Avellaneda \| Racing Club \| 3:0 \| Bragantino \| \| 11 de abril \| Coquimbo \| Coquimbo Unido \| 1:0 \| Sportivo Luqueño \| \| 24 de abril \| Coquimbo \| Coquimbo Unido \| 1:2 \| Racing Club \| \| 24 de abril \| Bragança Paulista \| Bragantino \| 2:1 \| Sportivo Luqueño \| \| 8 de mayo \| Asunción \| Sportivo Luqueño \| 0:0 \| Coquimbo Unido \| \| 9 de mayo \| Bragança Paulista \| Bragantino \| 2:1 \| Racing Club \| \| 16 de mayo \| Avellaneda \| Racing Club \| 3:0 \| Coquimbo Unido \| \| 16 de mayo \| Asunción \| Sportivo Luqueño \| 2:3 \| Bragantino \| \| 28 de mayo \| Lanús \| Racing Club \| 3:0 \| Sportivo Luqueño \| \| 28 de mayo \| Coquimbo \| Coquimbo Unido \| 1:1 \| Bragantino \| |                   |                  |           |                  |
| Fecha | Lugar             | Local            | Resultado | Visitante        |
| 3 de abril | Bragança Paulista | Bragantino       | 1:0       | Coquimbo Unido   |
| 4 de abril | Asunción          | Sportivo Luqueño | 0:2       | Racing Club      |
| 10 de abril | Avellaneda        | Racing Club      | 3:0       | Bragantino       |
| 11 de abril | Coquimbo          | Coquimbo Unido   | 1:0       | Sportivo Luqueño |
| 24 de abril | Coquimbo          | Coquimbo Unido   | 1:2       | Racing Club      |
| 24 de abril | Bragança Paulista | Bragantino       | 2:1       | Sportivo Luqueño |
| 8 de mayo | Asunción          | Sportivo Luqueño | 0:0       | Coquimbo Unido   |
| 9 de mayo | Bragança Paulista | Bragantino       | 2:1       | Racing Club      |
| 16 de mayo | Avellaneda        | Racing Club      | 3:0       | Coquimbo Unido   |
| 16 de mayo | Asunción          | Sportivo Luqueño | 2:3       | Bragantino       |
| 28 de mayo | Lanús             | Racing Club      | 3:0       | Sportivo Luqueño |
| 28 de mayo | Coquimbo          | Coquimbo Unido   | 1:1       | Bragantino       |

## Fases finales
Las fases finales estuvieron compuestas por cinco etapas: eliminatoria de octavos, octavos y cuartos de final, semifinales y final. Se disputaron por eliminación directa en partidos de ida y vuelta, excepto la Final, que se jugó a partido único. Los ocho terceros de la Fase de grupos de la Copa Libertadores 2024 ingresaron en esta fase. 
Los equipos se numeraron con el fin de establecer las localías en los cruces a dos partidos, según su desempeño anterior, ocupando los primeros clasificados en la fase de grupos los ocho primeros lugares, los siguientes ocho puestos para los segundos de grupo y los transferidos de la Copa Libertadores los ocho últimos. Los de menor numeración fueron locales en el partido de vuelta.

### Tabla de primeros
| N.º | Equipo                 | Pts. | PJ | PG | PE | PP | GF | GC | DG |
| --- | ---------------------- | ---- | -- | -- | -- | -- | -- | -- | -- |
| 1   | Racing Club            | 15   | 6  | 5  | 0  | 1  | 14 | 3  | 11 |
| 2   | Corinthians            | 13   | 6  | 4  | 1  | 1  | 14 | 2  | 12 |
| 3   | Independiente Medellín | 13   | 6  | 4  | 1  | 1  | 16 | 7  | 9  |
| 4   | Lanús                  | 13   | 6  | 4  | 1  | 1  | 12 | 3  | 9  |
| 5   | Fortaleza              | 13   | 6  | 4  | 1  | 1  | 15 | 8  | 7  |
| 6   | Sportivo Ameliano      | 13   | 6  | 4  | 1  | 1  | 9  | 5  | 4  |
| 7   | Cruzeiro               | 12   | 6  | 3  | 3  | 0  | 8  | 3  | 5  |
| 8   | Belgrano               | 12   | 6  | 3  | 3  | 0  | 7  | 3  | 4  |

### Tabla de segundos
| N.º | Equipo               | Pts. | PJ | PG | PE | PP | GF | GC | DG |
| --- | -------------------- | ---- | -- | -- | -- | -- | -- | -- | -- |
| 9   | Bragantino           | 13   | 6  | 4  | 1  | 1  | 9  | 8  | 1  |
| 10  | Athletico Paranaense | 12   | 6  | 4  | 0  | 2  | 17 | 5  | 12 |
| 11  | Cuiabá               | 12   | 6  | 3  | 3  | 0  | 9  | 3  | 6  |
| 12  | Universidad Católica | 11   | 6  | 3  | 2  | 1  | 8  | 2  | 6  |
| 13  | Boca Juniors         | 11   | 6  | 3  | 2  | 1  | 10 | 6  | 4  |
| 14  | Always Ready         | 11   | 6  | 3  | 2  | 1  | 10 | 7  | 3  |
| 15  | Internacional        | 11   | 6  | 3  | 2  | 1  | 6  | 3  | 3  |
| 16  | Racing               | 11   | 6  | 3  | 2  | 1  | 10 | 8  | 2  |

### Tabla de terceros de la Copa Libertadores
| N.º | Equipo                  | Pts. | PJ | PG | PE | PP | GF | GC | DG |
| --- | ----------------------- | ---- | -- | -- | -- | -- | -- | -- | -- |
| 17  | Huachipato              | 8    | 6  | 2  | 2  | 2  | 7  | 9  | −2 |
| 18  | Rosario Central         | 7    | 6  | 2  | 1  | 3  | 8  | 7  | 1  |
| 19  | Liga de Quito           | 7    | 6  | 2  | 1  | 3  | 6  | 6  | 0  |
| 20  | Independiente del Valle | 7    | 6  | 2  | 1  | 3  | 8  | 9  | −1 |
| 21  | Libertad                | 7    | 6  | 2  | 1  | 3  | 7  | 8  | −1 |
| 22  | Palestino               | 7    | 6  | 2  | 1  | 3  | 6  | 11 | −5 |
| 23  | Cerro Porteño           | 6    | 6  | 1  | 3  | 2  | 4  | 5  | −1 |
| 24  | Barcelona               | 6    | 6  | 1  | 3  | 2  | 6  | 9  | −3 |

### Cuadro de desarrollo
|  | Eliminatoria de octavos de final | Eliminatoria de octavos de final | Eliminatoria de octavos de final | Eliminatoria de octavos de final | Eliminatoria de octavos de final |       |       | Octavos de final   | Octavos de final   | Octavos de final   | Octavos de final   | Octavos de final   |  |   | Cuartos de final       | Cuartos de final       | Cuartos de final       | Cuartos de final       | Cuartos de final       |  |   | Semifinales         | Semifinales         | Semifinales         | Semifinales         | Semifinales         |  |             | Final           | Final           | Final           |  |
|  | 16 al 25 de julio                | 16 al 25 de julio                | 16 al 25 de julio                | 16 al 25 de julio                | 16 al 25 de julio                |       |       | 13 al 22 de agosto | 13 al 22 de agosto | 13 al 22 de agosto | 13 al 22 de agosto | 13 al 22 de agosto |  |   | 17 al 26 de septiembre | 17 al 26 de septiembre | 17 al 26 de septiembre | 17 al 26 de septiembre | 17 al 26 de septiembre |  |   | 23 al 31 de octubre | 23 al 31 de octubre | 23 al 31 de octubre | 23 al 31 de octubre | 23 al 31 de octubre |  |             | 23 de noviembre | 23 de noviembre | 23 de noviembre |  |
|  |                                  |                                  |                                  |                                  |                                  |       |       |                    |                    |                    |                    |                    |  |   |                        |                        |                        |                        |                        |  |   |                     |                     |                     |                     |                     |  |             |                 |                 |                 |  |
|  |                                  |                                  |                                  |                                  |                                  |       |       |                    |                    |                    |                    |                    |  |   |                        |                        |                        |                        |                        |  |   |                     |                     |                     |                     |                     |  |             |                 |                 |                 |  |
|  |                                  |                                  |                                  |                                  |                                  |       |       |                    |                    |                    |                    |                    |  |   |                        |                        |                        |                        |                        |  |   |                     |                     |                     |                     |                     |  |             |                 |                 |                 |  |
|  |                                  |                                  |                                  |                                  |                                  |       |       |                    |                    |                    |                    |                    |  |   |                        |                        |                        |                        |                        |  |   |                     |                     |                     |                     |                     |  |             |                 |                 |                 |  |
|  |                                  |                                  |                                  |                                  |                                  |       |       |                    |                    |                    |                    |                    |  |   |                        |                        |                        |                        |                        |  |   |                     |                     |                     |                     |                     |  |             |                 |                 |                 |  |
|  |                                  | 1                                | Racing Club                      | 2                                | 6                                | 8     |       |                    |                    |                    |                    |                    |  |   |                        |                        |                        |                        |                        |  |   |                     |                     |                     |                     |                     |  |             |                 |                 |                 |  |
|  |                                  |                                  |                                  |                                  |                                  | 8     |       |                    |                    |                    |                    |                    |  |   |                        |                        |                        |                        |                        |  |   |                     |                     |                     |                     |                     |  |             |                 |                 |                 |  |
|  |                                  |                                  | 17                               | Huachipato                       | 0                                | 1     | 1     |                    |                    |                    |                    |                    |  |   |                        |                        |                        |                        |                        |  |   |                     |                     |                     |                     |                     |  |             |                 |                 |                 |  |
|  | 16                               | Racing                           | 17                               | Huachipato                       | 0                                | 1     | 1     | 3                  | 0                  | 3 (0)              |                    |                    |  |   |                        |                        |                        |                        |                        |  |   |                     |                     |                     |                     |                     |  |             |                 |                 |                 |  |
|  | 16                               | Racing                           |                                  |                                  |                                  |       |       |                    |                    | 3 (0)              |                    |                    |  |   |                        |                        |                        |                        |                        |  |   |                     |                     |                     |                     |                     |  |             |                 |                 |                 |  |
|  | 17                               | Huachipato                       | 2                                | 1                                | 3 (3)                            |       |       |                    |                    |                    |                    |                    |  |   |                        |                        |                        |                        |                        |  |   |                     |                     |                     |                     |                     |  |             |                 |                 |                 |  |
|  | 17                               | Huachipato                       | 2                                | 1                                | 3 (3)                            |       |       |                    |                    |                    |                    |                    |  | 1 | Racing Club            | 0                      | 4                      | 4                      |                        |  |   |                     |                     |                     |                     |                     |  |             |                 |                 |                 |  |
|  |                                  |                                  |                                  |                                  |                                  |       |       |                    |                    |                    |                    |                    |  | 1 | Racing Club            | 0                      | 4                      | 4                      |                        |  |   |                     |                     |                     |                     |                     |  |             |                 |                 |                 |  |
|  |                                  |                                  | 10                               | Athletico Paranaense             | 1                                | 1     | 2     |                    |                    |                    |                    |                    |  |   |                        |                        |                        |                        |                        |  |   |                     |                     |                     |                     |                     |  |             |                 |                 |                 |  |
|  |                                  |                                  | 10                               | Athletico Paranaense             | 1                                | 1     | 2     |                    |                    |                    |                    |                    |  |   |                        |                        |                        |                        |                        |  |   |                     |                     |                     |                     |                     |  |             |                 |                 |                 |  |
|  |                                  |                                  |                                  |                                  |                                  |       |       |                    |                    |                    |                    |                    |  |   |                        |                        |                        |                        |                        |  |   |                     |                     |                     |                     |                     |  |             |                 |                 |                 |  |
|  |                                  |                                  |                                  |                                  |                                  |       |       |                    |                    |                    |                    |                    |  |   |                        |                        |                        |                        |                        |  |   |                     |                     |                     |                     |                     |  |             |                 |                 |                 |  |
|  |                                  | 8                                | Belgrano                         | 1                                | 0                                | 1     |       |                    |                    |                    |                    |                    |  |   |                        |                        |                        |                        |                        |  |   |                     |                     |                     |                     |                     |  |             |                 |                 |                 |  |
|  |                                  |                                  |                                  |                                  |                                  | 1     |       |                    |                    |                    |                    |                    |  |   |                        |                        |                        |                        |                        |  |   |                     |                     |                     |                     |                     |  |             |                 |                 |                 |  |
|  |                                  |                                  | 10                               | Athletico Paranaense             | 2                                | 2     | 4     |                    |                    |                    |                    |                    |  |   |                        |                        |                        |                        |                        |  |   |                     |                     |                     |                     |                     |  |             |                 |                 |                 |  |
|  | 10                               | Athletico Paranaense             | 10                               | Athletico Paranaense             | 2                                | 2     | 4     | 1                  | 2                  | 3                  |                    |                    |  |   |                        |                        |                        |                        |                        |  |   |                     |                     |                     |                     |                     |  |             |                 |                 |                 |  |
|  | 10                               | Athletico Paranaense             |                                  |                                  |                                  |       |       |                    |                    | 3                  |                    |                    |  |   |                        |                        |                        |                        |                        |  |   |                     |                     |                     |                     |                     |  |             |                 |                 |                 |  |
|  | 23                               | Cerro Porteño                    | 1                                | 1                                | 2                                |       |       |                    |                    |                    |                    |                    |  |   |                        |                        |                        |                        |                        |  |   |                     |                     |                     |                     |                     |  |             |                 |                 |                 |  |
|  | 23                               | Cerro Porteño                    | 1                                | 1                                | 2                                |       |       |                    |                    |                    |                    |                    |  |   |                        |                        |                        |                        |                        |  | 1 | Racing Club         | 2                   | 2                   | 4                   |                     |  |             |                 |                 |                 |  |
|  |                                  |                                  |                                  |                                  |                                  |       |       |                    |                    |                    |                    |                    |  |   |                        |                        |                        |                        |                        |  | 1 | Racing Club         | 2                   | 2                   | 4                   |                     |  |             |                 |                 |                 |  |
|  |                                  |                                  | 2                                | Corinthians                      | 2                                | 1     | 3     |                    |                    |                    |                    |                    |  |   |                        |                        |                        |                        |                        |  |   |                     |                     |                     |                     |                     |  |             |                 |                 |                 |  |
|  |                                  |                                  | 2                                | Corinthians                      | 2                                | 1     | 3     |                    |                    |                    |                    |                    |  |   |                        |                        |                        |                        |                        |  |   |                     |                     |                     |                     |                     |  |             |                 |                 |                 |  |
|  |                                  |                                  |                                  |                                  |                                  |       |       |                    |                    |                    |                    |                    |  |   |                        |                        |                        |                        |                        |  |   |                     |                     |                     |                     |                     |  |             |                 |                 |                 |  |
|  |                                  |                                  |                                  |                                  |                                  |       |       |                    |                    |                    |                    |                    |  |   |                        |                        |                        |                        |                        |  |   |                     |                     |                     |                     |                     |  |             |                 |                 |                 |  |
|  |                                  | 2                                | Corinthians                      | 2                                | 1                                | 3 (5) |       |                    |                    |                    |                    |                    |  |   |                        |                        |                        |                        |                        |  |   |                     |                     |                     |                     |                     |  |             |                 |                 |                 |  |
|  |                                  |                                  |                                  |                                  |                                  | 3 (5) |       |                    |                    |                    |                    |                    |  |   |                        |                        |                        |                        |                        |  |   |                     |                     |                     |                     |                     |  |             |                 |                 |                 |  |
|  |                                  |                                  | 9                                | Bragantino                       | 1                                | 2     | 3 (4) |                    |                    |                    |                    |                    |  |   |                        |                        |                        |                        |                        |  |   |                     |                     |                     |                     |                     |  |             |                 |                 |                 |  |
|  | 9                                | Bragantino                       | 9                                | Bragantino                       | 1                                | 2     | 3 (4) | 1                  | 3                  | 4                  |                    |                    |  |   |                        |                        |                        |                        |                        |  |   |                     |                     |                     |                     |                     |  |             |                 |                 |                 |  |
|  | 9                                | Bragantino                       |                                  |                                  |                                  |       |       |                    |                    | 4                  |                    |                    |  |   |                        |                        |                        |                        |                        |  |   |                     |                     |                     |                     |                     |  |             |                 |                 |                 |  |
|  | 24                               | Barcelona                        | 1                                | 2                                | 3                                |       |       |                    |                    |                    |                    |                    |  |   |                        |                        |                        |                        |                        |  |   |                     |                     |                     |                     |                     |  |             |                 |                 |                 |  |
|  | 24                               | Barcelona                        | 1                                | 2                                | 3                                |       |       |                    |                    |                    |                    |                    |  | 2 | Corinthians            | 2                      | 3                      | 5                      |                        |  |   |                     |                     |                     |                     |                     |  |             |                 |                 |                 |  |
|  |                                  |                                  |                                  |                                  |                                  |       |       |                    |                    |                    |                    |                    |  | 2 | Corinthians            | 2                      | 3                      | 5                      |                        |  |   |                     |                     |                     |                     |                     |  |             |                 |                 |                 |  |
|  |                                  |                                  | 5                                | Fortaleza                        | 0                                | 0     | 0     |                    |                    |                    |                    |                    |  |   |                        |                        |                        |                        |                        |  |   |                     |                     |                     |                     |                     |  |             |                 |                 |                 |  |
|  |                                  |                                  | 5                                | Fortaleza                        | 0                                | 0     | 0     |                    |                    |                    |                    |                    |  |   |                        |                        |                        |                        |                        |  |   |                     |                     |                     |                     |                     |  |             |                 |                 |                 |  |
|  |                                  |                                  |                                  |                                  |                                  |       |       |                    |                    |                    |                    |                    |  |   |                        |                        |                        |                        |                        |  |   |                     |                     |                     |                     |                     |  |             |                 |                 |                 |  |
|  |                                  |                                  |                                  |                                  |                                  |       |       |                    |                    |                    |                    |                    |  |   |                        |                        |                        |                        |                        |  |   |                     |                     |                     |                     |                     |  |             |                 |                 |                 |  |
|  |                                  | 5                                | Fortaleza                        | 1                                | 3                                | 4     |       |                    |                    |                    |                    |                    |  |   |                        |                        |                        |                        |                        |  |   |                     |                     |                     |                     |                     |  |             |                 |                 |                 |  |
|  |                                  |                                  |                                  |                                  |                                  | 4     |       |                    |                    |                    |                    |                    |  |   |                        |                        |                        |                        |                        |  |   |                     |                     |                     |                     |                     |  |             |                 |                 |                 |  |
|  |                                  |                                  | 18                               | Rosario Central                  | 1                                | 1     | 2     |                    |                    |                    |                    |                    |  |   |                        |                        |                        |                        |                        |  |   |                     |                     |                     |                     |                     |  |             |                 |                 |                 |  |
|  | 15                               | Internacional                    | 18                               | Rosario Central                  | 1                                | 1     | 2     | 0                  | 1                  | 1                  |                    |                    |  |   |                        |                        |                        |                        |                        |  |   |                     |                     |                     |                     |                     |  |             |                 |                 |                 |  |
|  | 15                               | Internacional                    |                                  |                                  |                                  |       |       |                    |                    | 1                  |                    |                    |  |   |                        |                        |                        |                        |                        |  |   |                     |                     |                     |                     |                     |  |             |                 |                 |                 |  |
|  | 18                               | Rosario Central                  | 1                                | 1                                | 2                                |       |       |                    |                    |                    |                    |                    |  |   |                        |                        |                        |                        |                        |  |   |                     |                     |                     |                     |                     |  |             |                 |                 |                 |  |
|  | 18                               | Rosario Central                  | 1                                | 1                                | 2                                |       |       |                    |                    |                    |                    |                    |  |   |                        |                        |                        |                        |                        |  |   |                     |                     |                     |                     |                     |  | Racing Club | Racing Club     | 3               |                 |  |
|  |                                  |                                  |                                  |                                  |                                  |       |       |                    |                    |                    |                    |                    |  |   |                        |                        |                        |                        |                        |  |   |                     |                     |                     |                     |                     |  | Racing Club | Racing Club     | 3               |                 |  |
|  |                                  |                                  | Cruzeiro                         | Cruzeiro                         | 1                                |       |       |                    |                    |                    |                    |                    |  |   |                        |                        |                        |                        |                        |  |   |                     |                     |                     |                     |                     |  |             |                 |                 |                 |  |
|  |                                  |                                  | Cruzeiro                         | Cruzeiro                         | 1                                |       |       |                    |                    |                    |                    |                    |  |   |                        |                        |                        |                        |                        |  |   |                     |                     |                     |                     |                     |  |             |                 |                 |                 |  |
|  |                                  |                                  |                                  |                                  |                                  |       |       |                    |                    |                    |                    |                    |  |   |                        |                        |                        |                        |                        |  |   |                     |                     |                     |                     |                     |  |             |                 |                 |                 |  |
|  |                                  |                                  |                                  |                                  |                                  |       |       |                    |                    |                    |                    |                    |  |   |                        |                        |                        |                        |                        |  |   |                     |                     |                     |                     |                     |  |             |                 |                 |                 |  |
|  |                                  | 3                                | Independiente Medellín           | 2                                | 4                                | 6     |       |                    |                    |                    |                    |                    |  |   |                        |                        |                        |                        |                        |  |   |                     |                     |                     |                     |                     |  |             |                 |                 |                 |  |
|  |                                  |                                  |                                  |                                  |                                  | 6     |       |                    |                    |                    |                    |                    |  |   |                        |                        |                        |                        |                        |  |   |                     |                     |                     |                     |                     |  |             |                 |                 |                 |  |
|  |                                  |                                  | 22                               | Palestino                        | 2                                | 0     | 2     |                    |                    |                    |                    |                    |  |   |                        |                        |                        |                        |                        |  |   |                     |                     |                     |                     |                     |  |             |                 |                 |                 |  |
|  | 11                               | Cuiabá                           | 22                               | Palestino                        | 2                                | 0     | 2     | 1                  | 1                  | 2                  |                    |                    |  |   |                        |                        |                        |                        |                        |  |   |                     |                     |                     |                     |                     |  |             |                 |                 |                 |  |
|  | 11                               | Cuiabá                           |                                  |                                  |                                  |       |       |                    |                    | 2                  |                    |                    |  |   |                        |                        |                        |                        |                        |  |   |                     |                     |                     |                     |                     |  |             |                 |                 |                 |  |
|  | 22                               | Palestino                        | 1                                | 2                                | 3                                |       |       |                    |                    |                    |                    |                    |  |   |                        |                        |                        |                        |                        |  |   |                     |                     |                     |                     |                     |  |             |                 |                 |                 |  |
|  | 22                               | Palestino                        | 1                                | 2                                | 3                                |       |       |                    |                    |                    |                    |                    |  | 3 | Independiente Medellín | 0                      | 1                      | 1 (5)                  |                        |  |   |                     |                     |                     |                     |                     |  |             |                 |                 |                 |  |
|  |                                  |                                  |                                  |                                  |                                  |       |       |                    |                    |                    |                    |                    |  | 3 | Independiente Medellín | 0                      | 1                      | 1 (5)                  |                        |  |   |                     |                     |                     |                     |                     |  |             |                 |                 |                 |  |
|  |                                  |                                  | 4                                | Lanús                            | 0                                | 1     | 1 (6) |                    |                    |                    |                    |                    |  |   |                        |                        |                        |                        |                        |  |   |                     |                     |                     |                     |                     |  |             |                 |                 |                 |  |
|  |                                  |                                  | 4                                | Lanús                            | 0                                | 1     | 1 (6) |                    |                    |                    |                    |                    |  |   |                        |                        |                        |                        |                        |  |   |                     |                     |                     |                     |                     |  |             |                 |                 |                 |  |
|  |                                  |                                  |                                  |                                  |                                  |       |       |                    |                    |                    |                    |                    |  |   |                        |                        |                        |                        |                        |  |   |                     |                     |                     |                     |                     |  |             |                 |                 |                 |  |
|  |                                  |                                  |                                  |                                  |                                  |       |       |                    |                    |                    |                    |                    |  |   |                        |                        |                        |                        |                        |  |   |                     |                     |                     |                     |                     |  |             |                 |                 |                 |  |
|  |                                  | 4                                | Lanús                            | 2                                | 3                                | 5     |       |                    |                    |                    |                    |                    |  |   |                        |                        |                        |                        |                        |  |   |                     |                     |                     |                     |                     |  |             |                 |                 |                 |  |
|  |                                  |                                  |                                  |                                  |                                  | 5     |       |                    |                    |                    |                    |                    |  |   |                        |                        |                        |                        |                        |  |   |                     |                     |                     |                     |                     |  |             |                 |                 |                 |  |
|  |                                  |                                  | 19                               | Liga de Quito                    | 1                                | 1     | 2     |                    |                    |                    |                    |                    |  |   |                        |                        |                        |                        |                        |  |   |                     |                     |                     |                     |                     |  |             |                 |                 |                 |  |
|  | 14                               | Always Ready                     | 19                               | Liga de Quito                    | 1                                | 1     | 2     | 0                  | 3                  | 3                  |                    |                    |  |   |                        |                        |                        |                        |                        |  |   |                     |                     |                     |                     |                     |  |             |                 |                 |                 |  |
|  | 14                               | Always Ready                     |                                  |                                  |                                  |       |       |                    |                    | 3                  |                    |                    |  |   |                        |                        |                        |                        |                        |  |   |                     |                     |                     |                     |                     |  |             |                 |                 |                 |  |
|  | 19                               | Liga de Quito                    | 3                                | 1                                | 4                                |       |       |                    |                    |                    |                    |                    |  |   |                        |                        |                        |                        |                        |  |   |                     |                     |                     |                     |                     |  |             |                 |                 |                 |  |
|  | 19                               | Liga de Quito                    | 3                                | 1                                | 4                                |       |       |                    |                    |                    |                    |                    |  |   |                        |                        |                        |                        |                        |  | 4 | Lanús               | 1                   | 0                   | 1                   |                     |  |             |                 |                 |                 |  |
|  |                                  |                                  |                                  |                                  |                                  |       |       |                    |                    |                    |                    |                    |  |   |                        |                        |                        |                        |                        |  | 4 | Lanús               | 1                   | 0                   | 1                   |                     |  |             |                 |                 |                 |  |
|  |                                  |                                  | 7                                | Cruzeiro                         | 1                                | 1     | 2     |                    |                    |                    |                    |                    |  |   |                        |                        |                        |                        |                        |  |   |                     |                     |                     |                     |                     |  |             |                 |                 |                 |  |
|  |                                  |                                  | 7                                | Cruzeiro                         | 1                                | 1     | 2     |                    |                    |                    |                    |                    |  |   |                        |                        |                        |                        |                        |  |   |                     |                     |                     |                     |                     |  |             |                 |                 |                 |  |
|  |                                  |                                  |                                  |                                  |                                  |       |       |                    |                    |                    |                    |                    |  |   |                        |                        |                        |                        |                        |  |   |                     |                     |                     |                     |                     |  |             |                 |                 |                 |  |
|  |                                  |                                  |                                  |                                  |                                  |       |       |                    |                    |                    |                    |                    |  |   |                        |                        |                        |                        |                        |  |   |                     |                     |                     |                     |                     |  |             |                 |                 |                 |  |
|  |                                  | 7                                | Cruzeiro                         | 0                                | 2                                | 2 (5) |       |                    |                    |                    |                    |                    |  |   |                        |                        |                        |                        |                        |  |   |                     |                     |                     |                     |                     |  |             |                 |                 |                 |  |
|  |                                  |                                  |                                  |                                  |                                  | 2 (5) |       |                    |                    |                    |                    |                    |  |   |                        |                        |                        |                        |                        |  |   |                     |                     |                     |                     |                     |  |             |                 |                 |                 |  |
|  |                                  |                                  | 13                               | Boca Juniors                     | 1                                | 1     | 2 (4) |                    |                    |                    |                    |                    |  |   |                        |                        |                        |                        |                        |  |   |                     |                     |                     |                     |                     |  |             |                 |                 |                 |  |
|  | 13                               | Boca Juniors                     | 13                               | Boca Juniors                     | 1                                | 1     | 2 (4) | 0                  | 1                  | 1                  |                    |                    |  |   |                        |                        |                        |                        |                        |  |   |                     |                     |                     |                     |                     |  |             |                 |                 |                 |  |
|  | 13                               | Boca Juniors                     |                                  |                                  |                                  |       |       |                    |                    | 1                  |                    |                    |  |   |                        |                        |                        |                        |                        |  |   |                     |                     |                     |                     |                     |  |             |                 |                 |                 |  |
|  | 20                               | Independiente del Valle          | 0                                | 0                                | 0                                |       |       |                    |                    |                    |                    |                    |  |   |                        |                        |                        |                        |                        |  |   |                     |                     |                     |                     |                     |  |             |                 |                 |                 |  |
|  | 20                               | Independiente del Valle          | 0                                | 0                                | 0                                |       |       |                    |                    |                    |                    |                    |  | 7 | Cruzeiro               | 2                      | 1                      | 3                      |                        |  |   |                     |                     |                     |                     |                     |  |             |                 |                 |                 |  |
|  |                                  |                                  |                                  |                                  |                                  |       |       |                    |                    |                    |                    |                    |  | 7 | Cruzeiro               | 2                      | 1                      | 3                      |                        |  |   |                     |                     |                     |                     |                     |  |             |                 |                 |                 |  |
|  |                                  |                                  | 21                               | Libertad                         | 0                                | 1     | 1     |                    |                    |                    |                    |                    |  |   |                        |                        |                        |                        |                        |  |   |                     |                     |                     |                     |                     |  |             |                 |                 |                 |  |
|  |                                  |                                  | 21                               | Libertad                         | 0                                | 1     | 1     |                    |                    |                    |                    |                    |  |   |                        |                        |                        |                        |                        |  |   |                     |                     |                     |                     |                     |  |             |                 |                 |                 |  |
|  |                                  |                                  |                                  |                                  |                                  |       |       |                    |                    |                    |                    |                    |  |   |                        |                        |                        |                        |                        |  |   |                     |                     |                     |                     |                     |  |             |                 |                 |                 |  |
|  |                                  |                                  |                                  |                                  |                                  |       |       |                    |                    |                    |                    |                    |  |   |                        |                        |                        |                        |                        |  |   |                     |                     |                     |                     |                     |  |             |                 |                 |                 |  |
|  |                                  | 6                                | Sportivo Ameliano                | 1                                | 0                                | 1 (3) |       |                    |                    |                    |                    |                    |  |   |                        |                        |                        |                        |                        |  |   |                     |                     |                     |                     |                     |  |             |                 |                 |                 |  |
|  |                                  |                                  |                                  |                                  |                                  | 1 (3) |       |                    |                    |                    |                    |                    |  |   |                        |                        |                        |                        |                        |  |   |                     |                     |                     |                     |                     |  |             |                 |                 |                 |  |
|  |                                  |                                  | 21                               | Libertad                         | 1                                | 0     | 1 (4) |                    |                    |                    |                    |                    |  |   |                        |                        |                        |                        |                        |  |   |                     |                     |                     |                     |                     |  |             |                 |                 |                 |  |
|  | 12                               | Universidad Católica             | 21                               | Libertad                         | 1                                | 0     | 1 (4) | 0                  | 1                  | 1                  |                    |                    |  |   |                        |                        |                        |                        |                        |  |   |                     |                     |                     |                     |                     |  |             |                 |                 |                 |  |
|  | 12                               | Universidad Católica             |                                  |                                  |                                  |       |       |                    |                    | 1                  |                    |                    |  |   |                        |                        |                        |                        |                        |  |   |                     |                     |                     |                     |                     |  |             |                 |                 |                 |  |
|  | 21                               | Libertad                         | 2                                | 1                                | 3                                |       |       |                    |                    |                    |                    |                    |  |   |                        |                        |                        |                        |                        |  |   |                     |                     |                     |                     |                     |  |             |                 |                 |                 |  |
|  | 21                               | Libertad                         | 2                                | 1                                | 3                                |       |       |                    |                    |                    |                    |                    |  |   |                        |                        |                        |                        |                        |  |   |                     |                     |                     |                     |                     |  |             |                 |                 |                 |  |
|  |                                  |                                  |                                  |                                  |                                  |       |       |                    |                    |                    |                    |                    |  |   |                        |                        |                        |                        |                        |  |   |                     |                     |                     |                     |                     |  |             |                 |                 |                 |  |

### Eliminatoria de octavos de final
| 17 de julio, 19:30 (UTC-5) | Barcelona  | 1:1 (1:1) | Bragantino  | Estadio Monumental, Guayaquil                                                     |                                                                                   |
|                            | Corozo 31' | Reporte   | Helinho 18' | Asistencia: 6767 espectadores Árbitro(s): Nicolás Ramírez VAR: Hernán Mastrángelo | Asistencia: 6767 espectadores Árbitro(s): Nicolás Ramírez VAR: Hernán Mastrángelo |

| 24 de julio, 21:30 (UTC-3) | Bragantino                               | 3:2 (1:2) | Barcelona                   | Estadio Nabi Abi Chedid, Bragança Paulista   |                                              |
|                            | Borbas 22' · Lincoln 46' · Jhon Jhon 86' | Reporte   | Ad. Preciado 9' · Oyola 44' | Árbitro(s): Alexis Herrera VAR: Joel Alarcón | Árbitro(s): Alexis Herrera VAR: Joel Alarcón |

| 18 de julio, 20:30 (UTC-4) | Cerro Porteño  | 1:1 (1:0) | Athletico Paranaense | Estadio General Pablo Rojas, Asunción          |                                                |
|                            | M. Benítez 33' | Reporte   | Christian 69'        | Árbitro(s): Esteban Ostojich VAR: Andrés Cunha | Árbitro(s): Esteban Ostojich VAR: Andrés Cunha |

| 25 de julio, 21:30 (UTC-3) | Athletico Paranaense      | 2:1 (1:0) | Cerro Porteño | Ligga Arena, Curitiba                      |                                            |
|                            | Mastriani 3' · Cuello 59' | Reporte   | Fernández 68' | Árbitro(s): Felipe González VAR: Juan Lara | Árbitro(s): Felipe González VAR: Juan Lara |

| 18 de julio, 18:00 (UTC-4) | Palestino   | 1:1 (1:0) | Cuiabá        | Estadio Ester Roa Rebolledo, Concepción         |                                                 |
|                            | Linares 32' | Reporte   | Deyverson 61' | Árbitro(s): Roberto Pérez VAR: Milagros Arruela | Árbitro(s): Roberto Pérez VAR: Milagros Arruela |

| 25 de julio, 19:00 (UTC-4) | Cuiabá         | 1:2 (0:1) | Palestino             | Arena Pantanal, Cuiabá                    |                                           |
|                            | André Luís 78' | Reporte   | Marabel 8' · Sosa 61' | Árbitro(s): Gery Vargas VAR: Andrés Cunha | Árbitro(s): Gery Vargas VAR: Andrés Cunha |

| 17 de julio, 18:00 (UTC-4) | Libertad                      | 2:0 (0:0) | Universidad Católica | Estadio Defensores del Chaco, Asunción        |                                               |
|                            | Ó. Cardozo 49' · Sanabria 74' | Reporte   |                      | Árbitro(s): Paulo Zanovelli VAR: Wagner Reway | Árbitro(s): Paulo Zanovelli VAR: Wagner Reway |

| 24 de julio, 17:00 (UTC-5) | Universidad Católica | 1:1 (1:0) | Libertad         | Estadio Olímpico Atahualpa, Quito             |                                               |
|                            | Fajardo 6'           | Reporte   | Ó. Cardozo 90+1' | Árbitro(s): Andrés Rojas VAR: David Rodríguez | Árbitro(s): Andrés Rojas VAR: David Rodríguez |

| 17 de julio, 19:30 (UTC-5) | Independiente del Valle | 0:0     | Boca Juniors | Estadio Banco Guayaquil, Quito                                             |                                                                            |
|                            |                         | Reporte |              | Asistencia: 8083 espectadores Árbitro(s): Felipe González VAR: José Cabero | Asistencia: 8083 espectadores Árbitro(s): Felipe González VAR: José Cabero |

| 24 de julio, 21:30 (UTC-3) | Boca Juniors | 1:0 (1:0) | Independiente del Valle | Estadio La Bombonera, Buenos Aires                 |                                                    |
|                            | Cavani 39'   | Reporte   |                         | Árbitro(s): Andrés Matonte VAR: Christian Ferreyra | Árbitro(s): Andrés Matonte VAR: Christian Ferreyra |

| 18 de julio, 19:30 (UTC-5) | Liga de Quito                     | 3:0 (2:0) | Always Ready | Estadio Rodrigo Paz Delgado, Quito         |                                            |
|                            | Arce 16' · Adé 27' · J. Julio 53' | Reporte   |              | Árbitro(s): Kevin Ortega VAR: Joel Alarcón | Árbitro(s): Kevin Ortega VAR: Joel Alarcón |

| 25 de julio, 20:30 (UTC-4) | Always Ready                              | 3:1 (1:0) | Liga de Quito | Estadio Municipal, El Alto                  |                                             |
|                            | Terrazas 2' · Martínez 84' · Carabalí 88' | Reporte   | Alzugaray 50' | Árbitro(s): Flavio de Souza VAR: José Rocha | Árbitro(s): Flavio de Souza VAR: José Rocha |

| 16 de julio, 21:30 (UTC-3) | Rosario Central | 1:0 (0:0) | Internacional | Estadio Gigante de Arroyito, Rosario                                           |                                                                                |
|                            | Campaz 49'      | Reporte   |               | Asistencia: 35 907 espectadores Árbitro(s): Cristián Garay VAR: Fernando Véjar | Asistencia: 35 907 espectadores Árbitro(s): Cristián Garay VAR: Fernando Véjar |

| 23 de julio, 21:30 (UTC-3) | Internacional    | 1:1 (0:1) | Rosario Central | Estadio Beira-Rio, Porto Alegre             |                                             |
|                            | Alan Patrick 49' | Reporte   | Sández 20'      | Árbitro(s): Gustavo Tejera VAR: Carlos Orbe | Árbitro(s): Gustavo Tejera VAR: Carlos Orbe |

| 16 de julio, 18:00 (UTC-4) | Huachipato       | 2:3 (1:2) | Racing                        | Estadio Ester Roa Rebolledo, Concepción                                      |                                                                              |
|                            | Martínez 4', 63' | Reporte   | Cotugno 31', 49' · Nandín 38' | Asistencia: 2503 espectadores Árbitro(s): Augusto Aragón VAR: Franklin Congo | Asistencia: 2503 espectadores Árbitro(s): Augusto Aragón VAR: Franklin Congo |

| 23 de julio, 19:00 (UTC-3) | Racing                        | 0:1 (0:1) (0:3 p.)         | Huachipato                        | Estadio Centenario, Montevideo             |                                            |
|                            |                               | Reporte                    | C. Martínez 9'                    | Árbitro(s): Juan Benítez VAR: Derlis López | Árbitro(s): Juan Benítez VAR: Derlis López |
|                            |                               | Tiros desde el punto penal |                                   |                                            |                                            |
|                            | Silveira · Nandín · Rodríguez |                            | Montes · Palmezano · J. Gutiérrez |                                            |                                            |

### Octavos de final
| 14 de agosto, 19:00 (UTC-3) | Rosario Central | 1:1 (1:1) | Fortaleza  | Estadio Gigante de Arroyito, Rosario         |                                              |
|                             | Sández 6'       | Reporte   | Marinho 2' | Árbitro(s): Alexis Herrera VAR: Joel Alarcón | Árbitro(s): Alexis Herrera VAR: Joel Alarcón |

| 21 de agosto, 19:00 (UTC-3) | Fortaleza                                         | 3:1 (0:0) | Rosario Central | Arena Castelão, Fortaleza                      |                                                |
|                             | Lucero 53' · Yago Pikachu 78' · Lucas Sasha 90+2' | Reporte   | Mallo 48'       | Árbitro(s): Esteban Ostojich VAR: Andrés Cunha | Árbitro(s): Esteban Ostojich VAR: Andrés Cunha |

| 15 de agosto, 18:00 (UTC-4) | Libertad     | 1:1 (0:1) | Sportivo Ameliano | Estadio Defensores del Chaco, Asunción          |                                                 |
|                             | Espinoza 58' | Reporte   | Samudio 23'       | Árbitro(s): Nicolás Ramírez VAR: Germán Delfino | Árbitro(s): Nicolás Ramírez VAR: Germán Delfino |

| 22 de agosto, 18:00 (UTC-4) | Sportivo Ameliano                                     | 0:0 (3:4 p.)               | Libertad                                                        | Estadio Defensores del Chaco, Asunción      |                                             |
|                             |                                                       | Reporte                    |                                                                 | Árbitro(s): Augusto Aragón VAR: Carlos Orbe | Árbitro(s): Augusto Aragón VAR: Carlos Orbe |
|                             |                                                       | Tiros desde el punto penal |                                                                 |                                             |                                             |
|                             | Paredes · Valdez · Salinas · Aranda · González · Maíz |                            | Ó. Cardozo · Sanabria · Espinoza · Melgarejo · Riveros · Franco |                                             |                                             |

| 14 de agosto, 19:30 (UTC-5) | Liga de Quito | 1:2 (1:2) | Lanús                    | Estadio Rodrigo Paz Delgado, Quito           |                                              |
|                             | Arce 14'      | Reporte   | Pérez 23' · Moreno 45+1' | Árbitro(s): Juan Benítez VAR: Carlos Benítez | Árbitro(s): Juan Benítez VAR: Carlos Benítez |

| 21 de agosto, 21:30 (UTC-3) | Lanús                                | 3:1 (1:1) | Liga de Quito | Estadio Néstor Díaz Pérez, Lanús         |                                          |
|                             | Bou 9' · Izquierdoz 78' · Acosta 89' | Reporte   | Arce 37'      | Árbitro(s): Kevin Ortega VAR: Diego Haro | Árbitro(s): Kevin Ortega VAR: Diego Haro |

| 13 de agosto, 18:00 (UTC-4) | Huachipato | 0:2 (0:1) | Racing Club                           | Estadio Sausalito, Viña del Mar                                         |                                                                         |
|                             |            | Reporte   | A. Martínez 32' · Quintero 89' (pen.) | Asistencia: 1992 espectadores Árbitro(s): Roberto Pérez VAR: Diego Haro | Asistencia: 1992 espectadores Árbitro(s): Roberto Pérez VAR: Diego Haro |

| 20 de agosto, 19:00 (UTC-3) | Racing Club                                                                           | 6:1 (4:0) | Huachipato           | Estadio El Cilindro, Avellaneda                                              |                                                                              |
|                             | Rodríguez 10' · A. Martínez 26' · Carbonero 31', 45+3' · Di Cesare 51' · Almendra 55' | Reporte   | Palmezano 48' (pen.) | Asistencia: 25 632 espectadores Árbitro(s): Juan Benítez VAR: Ulises Mereles | Asistencia: 25 632 espectadores Árbitro(s): Juan Benítez VAR: Ulises Mereles |

| 15 de agosto, 19:00 (UTC-3) | Athletico Paranaense      | 2:1 (1:1) | Belgrano | Ligga Arena, Curitiba                       |                                             |
|                             | Erick 41' · Christian 62' | Reporte   | Jara 1'  | Árbitro(s): Gery Vargas VAR: Franklin Congo | Árbitro(s): Gery Vargas VAR: Franklin Congo |

| 22 de agosto, 19:00 (UTC-3) | Belgrano | 0:2 (0:0) | Athletico Paranaense         | Estadio Mario Alberto Kempes, Córdoba        |                                              |
|                             |          | Reporte   | Mastriani 54' · Di Yorio 89' | Árbitro(s): Carlos Benítez VAR: Derlis López | Árbitro(s): Carlos Benítez VAR: Derlis López |

| 14 de agosto, 20:30 (UTC-4) | Palestino               | 2:2 (0:1) | Independiente Medellín | Estadio Nacional, Santiago                  |                                             |
|                             | Román 48' · Linares 50' | Reporte   | Varela 41', 90+3'      | Árbitro(s): Augusto Aragón VAR: Carlos Orbe | Árbitro(s): Augusto Aragón VAR: Carlos Orbe |

| 21 de agosto, 19:30 (UTC-5) | Independiente Medellín                                              | 4:0 (2:0) | Palestino | Estadio Hernán Ramírez Villegas, Pereira      |                                               |
|                             | Román 29' (a.g.) · Alvarado 42' · Chaverra 66' (pen.) · Perlaza 67' | Reporte   |           | Árbitro(s): Flávio de Souza VAR: Wagner Reway | Árbitro(s): Flávio de Souza VAR: Wagner Reway |

| 15 de agosto, 21:30 (UTC-3) | Boca Juniors | 1:0 (0:0) | Cruzeiro | Estadio La Bombonera, Buenos Aires          |                                             |
|                             | Cavani 65'   | Reporte   |          | Árbitro(s): Jesús Valenzuela VAR: Juan Soto | Árbitro(s): Jesús Valenzuela VAR: Juan Soto |

| 22 de agosto, 21:30 (UTC-3) | Cruzeiro                                                | 2:1 (2:1) (5:4 p.)         | Boca Juniors                             | Estadio Mineirão, Belo Horizonte         |                                          |
|                             | Matheus Henrique 9' · Walace 21'                        | Reporte                    | Giménez 45+3'                            | Árbitro(s): Wilmar Roldán VAR: Juan Lara | Árbitro(s): Wilmar Roldán VAR: Juan Lara |
|                             |                                                         | Tiros desde el punto penal |                                          |                                          |                                          |
|                             | William · Matheus Henrique · Marlon · Dinenno · Barreal |                            | Rojo · Lema · Blanco · Figal · Merentiel |                                          |                                          |

| 13 de agosto, 21:30 (UTC-3) | Bragantino  | 1:2 (0:2) | Corinthians                   | Estadio Santa Cruz, Ribeirão Preto           |                                              |
|                             | Helinho 56' | Reporte   | Giovane 6' · Talles Magno 14' | Árbitro(s): Felipe González VAR: José Cabero | Árbitro(s): Felipe González VAR: José Cabero |

| 20 de agosto, 21:30 (UTC-3) | Corinthians                                                                                      | 1:2 (1:0) (5:4 p.)         | Bragantino                                                                                          | Neo Química Arena, São Paulo                 |                                              |
|                             | Garro 24'                                                                                        | Reporte                    | Eduardo Sasha 72' · Luan Cândido 76'                                                                | Árbitro(s): Andrés Rojas VAR: Mauricio Pérez | Árbitro(s): Andrés Rojas VAR: Mauricio Pérez |
|                             |                                                                                                  | Tiros desde el punto penal | |                                              |                                              |
|                             | Garro · André Ramalho · Matheus Bidu · Pedro Henrique · Wesley · Ryan Gustavo · Gustavo Henrique |                            | Eduardo Sasha · Lucas Evangelista · Luan Cândido · Borbas · Gustavinho · Douglas Mendes · Guilherme |                                              |                                              |

### Cuartos de final
| 17 de septiembre, 21:30 (UTC-3) | Fortaleza | 0:2 (0:1) | Corinthians                          | Arena Castelão, Fortaleza                                                     |                                                                               |
|                                 |           | Reporte   | Igor Coronado 39' · Yuri Alberto 90' | Asistencia: 46 617 espectadores Árbitro(s): Darío Herrera VAR: Mauro Vigliano | Asistencia: 46 617 espectadores Árbitro(s): Darío Herrera VAR: Mauro Vigliano |

| 24 de septiembre, 21:30 (UTC-3) | Corinthians                                         | 3:0 (0:0) | Fortaleza | Neo Química Arena, São Paulo                                          |                                                                       |
|                                 | Romero 55' · Igor Coronado 59' · Pedro Henrique 81' | Reporte   |           | Asistencia: 44 680 espectadores Árbitro(s): Piero Maza VAR: Juan Lara | Asistencia: 44 680 espectadores Árbitro(s): Piero Maza VAR: Juan Lara |

| 19 de septiembre, 20:30 (UTC-4) | Libertad | 0:2 (0:2) | Cruzeiro                    | Estadio Defensores del Chaco, Asunción                                       |                                                                              |
|                                 |          | Reporte   | Kaio Jorge 19' · Díaz 45+3' | Asistencia: 14 343 espectadores Árbitro(s): Gustavo Tejera VAR: Andrés Cunha | Asistencia: 14 343 espectadores Árbitro(s): Gustavo Tejera VAR: Andrés Cunha |

| 26 de septiembre, 21:30 (UTC-3) | Cruzeiro       | 1:1 (1:0) | Libertad       | Estadio Mineirão, Belo Horizonte                                                  |                                                                                   |
|                                 | Kaio Jorge 12' | Reporte   | Santa Cruz 72' | Asistencia: 52 974 espectadores Árbitro(s): Felipe González VAR: Rodrigo Carvajal | Asistencia: 52 974 espectadores Árbitro(s): Felipe González VAR: Rodrigo Carvajal |

| 18 de septiembre, 21:30 (UTC-3) | Lanús | 0:0     | Independiente Medellín | Estadio Néstor Díaz Pérez, Lanús                                             |                                                                              |
|                                 |       | Reporte |                        | Asistencia: 11 554 espectadores Árbitro(s): Wilton Sampaio VAR: Daniel Nobre | Asistencia: 11 554 espectadores Árbitro(s): Wilton Sampaio VAR: Daniel Nobre |

| 25 de septiembre, 19:30 (UTC-5) | Independiente Medellín                                              | 1:1 (0:1) (5:6 p.)         | Lanús                                                              | Estadio Atanasio Girardot, Medellín                                       |                                                                           |
|                                 | García 61'                                                          | Reporte                    | Londoño 39' (a.g.)                                                 | Asistencia: 25 953 espectadores Árbitro(s): Alexis Herrera VAR: Juan Soto | Asistencia: 25 953 espectadores Árbitro(s): Alexis Herrera VAR: Juan Soto |
|                                 |                                                                     | Tiros desde el punto penal |                                                                    |                                                                           |                                                                           |
|                                 | L. Chaverra · F. Chaverra · Lima · Sandoval · Aja · Fory · Mosquera |                            | Bou · Izquierdoz · Salvio · Soler · Peña Biafore · Torres · Moreno |                                                                           |                                                                           |

| 19 de septiembre, 21:30 (UTC-3) | Athletico Paranaense | 1:0 (1:0) | Racing Club | Ligga Arena, Curitiba                                                            |                                                                                  |
|                                 | João Cruz 38'        | Reporte   |             | Asistencia: 24 214 espectadores Árbitro(s): Cristián Garay VAR: Rodrigo Carvajal | Asistencia: 24 214 espectadores Árbitro(s): Cristián Garay VAR: Rodrigo Carvajal |

| 26 de septiembre, 21:30 (UTC-3) | Racing Club                                                     | 4:1 (3:0) | Athletico Paranaense | Estadio El Cilindro, Avellaneda                                           |                                                                           |
|                                 | Almendra 1' · A. Martínez 23' · R. Martínez 42' · Martirena 77' | Reporte   | Nikão 47'            | Asistencia: 45 578 espectadores Árbitro(s): Andrés Rojas VAR: Jhon Ospina | Asistencia: 45 578 espectadores Árbitro(s): Andrés Rojas VAR: Jhon Ospina |

### Semifinales
| 24 de octubre, 21:30 (UTC-3) | Corinthians           | 2:2 (2:1) | Racing Club              | Neo Química Arena, São Paulo                                                 |                                                                              |
|                              | Yuri Alberto 11', 33' | Reporte   | Salas 6' · Martirena 54' | Asistencia: 44 238 espectadores Árbitro(s): Gustavo Tejera VAR: Andrés Cunha | Asistencia: 44 238 espectadores Árbitro(s): Gustavo Tejera VAR: Andrés Cunha |

| 31 de octubre, 21:30 (UTC-3) | Racing Club              | 2:1 (2:1) | Corinthians     | Estadio El Cilindro, Avellaneda                                                   |                                                                                   |
|                              | Quintero 36' (pen.), 39' | Reporte   | Yuri Alberto 6' | Asistencia: 50 283 espectadores Árbitro(s): Felipe González VAR: Rodrigo Carvajal | Asistencia: 50 283 espectadores Árbitro(s): Felipe González VAR: Rodrigo Carvajal |

| 23 de octubre, 19:00 (UTC-3) | Cruzeiro       | 1:1 (0:0) | Lanús       | Estadio Mineirão, Belo Horizonte                                              |                                                                               |
|                              | Kaio Jorge 50' | Reporte   | Carrera 73' | Asistencia: 57 158 espectadores Árbitro(s): Andrés Matonte VAR: Nicolás Gallo | Asistencia: 57 158 espectadores Árbitro(s): Andrés Matonte VAR: Nicolás Gallo |

| 30 de octubre, 19:00 (UTC-3) | Lanús | 0:1 (0:1) | Cruzeiro         | Estadio Néstor Díaz Pérez, Lanús                                           |                                                                            |
|                              |       | Reporte   | Kaio Jorge 45+1' | Asistencia: 29 589 espectadores Árbitro(s): Juan Benítez VAR: Derlis López | Asistencia: 29 589 espectadores Árbitro(s): Juan Benítez VAR: Derlis López |

### Final
| 23 de noviembre, 17:00 (UTC-3) | Racing Club                                         | 3:1 (2:0) | Cruzeiro       | Estadio General Pablo Rojas, Asunción                                             |                                                                                   |
|                                | Martirena 15' · A. Martínez 20' · R. Martínez 90+5' | Reporte   | Kaio Jorge 52' | Asistencia: 43 828 espectadores Árbitro(s): Esteban Ostojich VAR: Leodán González | Asistencia: 43 828 espectadores Árbitro(s): Esteban Ostojich VAR: Leodán González |

|                                 |
| Bandera de Argentina            |
| Campeón Racing Club 1.er título |

## Estadísticas

### Goleadores
| Jugador            | Club                   | Goles | Part. |
| ------------------ | ---------------------- | ----- | ----- |
| Adrián Martínez    | Racing Club            | 10    | 13    |
| Yuri Alberto       | Corinthians            | 9     | 10    |
| Juan Martín Lucero | Fortaleza              | 7     | 8     |
| Walter Bou         | Lanús                  | 7     | 10    |
| Gonzalo Mastriani  | Athletico Paranaense   | 7     | 12    |
| Brayan León        | Independiente Medellín | 6     | 9     |
| Roger Martínez     | Racing Club            | 5     | 11    |
| Helinho            | Bragantino             | 5     | 5     |
| Edinson Cavani     | Boca Juniors           | 5     | 6     |
| José Angulo        | Delfín                 | 5     | 7     |
| Ismael Díaz        | Universidad Católica   | 5     | 7     |
| Kaio Jorge         | Cruzeiro               | 5     | 7     |
| Tomás Verón Lupi   | Racing                 | 5     | 9     |
| Yago Pikachu       | Fortaleza              | 5     | 10    |

### Asistentes
| Jugador                | Club              | Asistencias |
| ---------------------- | ----------------- | ----------- |
| Adrián Martínez        | Racing Club       | 5           |
| Adalid Terrazas        | Always Ready      | 5           |
| Jonathan Urretaviscaya | Racing            | 5           |
| Marcelino Moreno       | Lanús             | 5           |
| Alberto Contrera       | Sportivo Ameliano | 4           |
| Denilson               | Cuiabá            | 4           |
| Tomás Pochettino       | Fortaleza         | 4           |

### Equipo Ideal
| Equipo Ideal 2024 | Equipo Ideal 2024      | Equipo Ideal 2024 |
| Pos.              | Futbolista             | Equipo            |
| ----------------- | ---------------------- | ----------------- |
| Guardameta        | Gabriel Arias          | Racing Club       |
| Defensa           | William                | Cruzeiro          |
| Defensa           | Santiago Sosa          | Racing Club       |
| Defensa           | Marco Di Cesare        | Racing Club       |
| Defensa           | Gastón Martirena       | Racing Club       |
| Centrocampista    | Juan Ignacio Nardoni   | Racing Club       |
| Centrocampista    | Matheus Henrique       | Cruzeiro          |
| Centrocampista    | Juan Fernando Quintero | Racing Club       |
| Delantero         | Maximiliano Salas      | Racing Club       |
| Delantero         | Yuri Alberto           | Corinthians       |
| Delantero         | Adrián Martínez        | Racing Club       |